# Технички факултет у Бору Универзитета у Београду
Технички факултет у Бору је једини факултет Универзитета у Београду лоциран ван седишта универзитета. Основан је 1961. године као одговор на изражене потребе за високообразованим кадром из области рударства и металургије у време динамичног развоја Рударско-топионичарског басена Бор.

## Делатност
Делатност Техничког факултета у Бору обухвата поље техничко-технолошких наука, а студије на овој високошколској установи организоване су у оквиру следећих студијских програма, акредитованих 2014. године:
- рударско инжењерство (основне, мастер и докторске академске студије)
- металуршко инжењерство (основне, мастер и докторске академске студије)
- технолошко инжењерство (основне, мастер и докторске академске студије)
- инжењерски менаџмент (основне, мастер и докторске академске студије)

Наставни кадар, који данас изводи наставу на Факултету, чине већином познати и признати научни радници код нас и у свету, са високим индексом цитирања. Ова чињеница указује да компетентност наставника овог Факултета гарантује високи квалитет будућег кадра, почев од дипломираних инжењера до доктора наука.
Од оснивања до данас, на Факултету је дипломирало више од 2850 студената на основним академским студијама, док је на мастер академским студијама дипломирало 180 студената. Специјалистичке студије је завршило 20 студената, магистарске студије 160 студената, а докторске дисертације је одбранило 119 кандидата. Дипломирани инжењери са овог факултета данас раде као истакнути стручњаци и научни радници широм света.
Факултет организује и друге врсте усавршавања дипломираних стручњака при чему највећи значај имају семинари за иновације знања организованих према ускостручним областима и уз ангажовање најкомпетентнијих предавача из ових области.
Поред образовања, делатност Факултета усмерена је и на научно-истраживачки рад, којим су обухваћена фундаментална, развојна и примењена истраживања, а резултат тога су бројни штампани радови у иностранству и земљи, монографије, студије, пројекти, и др.
У оквиру богате издавачке делатности, Факултет издаје и два међународна часописа. Након више од три деценије, часопис "Гласник рударства и металургије", 1997. године прераста у међународни часопис Journal of Mining and Metallurgy, са две секције А – Mining и B – Metallurgу, а од 2009. године, секција B – Metallurgу се налази на Science Citation Indех Ехpanded листи. Други међународни часопис који Факултет издаје од 2006. године је Serbian Journal of Management.

## Научни скупови
Технички факултет у Бору је и организатор неколико научних скупова:
- Међународна октобарска конференција о рударство и металургији[1], као међународни научни скуп се организује од 2002. године, проистекао је из Октобарског саветовања рудара и металурга – најстарији научни скуп са традицијом од 45 година који Технички факултет у Бору организује у сарадњи са Институтом за рударство и металургију из Бора
- Еколошка истина[2], као међународни скуп се организује од 2010. године, проистекао је из Еколошке истине - скупа националног значаја са међународним учешћем, који се организује од 1992. године у сарадњи са Заводом за заштиту здравља „Тимок“ из Зајечара, Центром за пољопривредна и технолошка истраживања из Зајечара и Друштвом Младих истраживача из Бора
- Међународна мајска конференција о стратегијском менаџменту[3], као међународни скуп се организује од 2013. године, проистекао је из Мајске конференције о стратегијском менаџменту, скупа националног значаја са међународним учешћем који се организује од 2005. године
- Међународни симпозијум о технологији рециклаже и одрживом развоју[4], скуп који се организује од 2006. године. У почетку се организовао као национални скуп са међународним учешћем (Симпозијум о рециклажним технологијама и одрживом развоју - СРТОР), а задњих година прераста у међународни научни скуп са садашњим именом.
- Међународни симпозијум о животној средини и управљање материјалним токовима[5], међународни научни скуп који се организује од 2011. године у сарадњи са Машинским факултетом Универзитета у Зеници (БиХ) и University of Applied Sciences Trier, Environmental Campus Birkenfeld (Germany)

Факултет има и развијену међународну сарадњу са многобројним универзитетима у свету, што кроз заједничке пројекте и друге видове кооперације, нуди могућност студентима и наставницима Факултета да се значајније укључе у процесе мобилности карактеристичне за савремени европски и светски високообразовни простор.
Ради подстицања научно-стручног ваннаставног ангажовања студената, Факултет сваке године организује и Смотру научно-истраживачких студентских радова, а при њему је 1992. основан Клуб студената истраживача "1902". Такође, студенти факултета су и активни учесници Технологијада, Рударијада, Менаџеријада, где поред презентовања резултата својих научних истраживања, показују и свој високо развијени спортски дух.
На крају овог кратког прегледа основних података, треба истаћи да, у складу са својом мисијом и визијом, Технички факултет у Бору континуирано спроводи зацртану политику квалитета у свим својим делатностима, што има за циљ стално унапређење и остваривање највишег нивоа квалитета у складу са основним задацима и циљевима:

## Основни задаци
- задовољење потреба корисника (студената) у домену основних, академских и докторских студија, као и посебних програма стручног усавршавања, давањем адекватног одговора на исказане потребе у окружењу за овом врстом образовања;
- реализација научно-истраживачких пројеката, самостално или у сарадњи са другим институцијама из земље и иностранства;
- примена развојних техничко-технолошких решења у пракси;
- пружање консалтинг услуга корисницима код нас и у свету;
- организовање научно-стручних скупова националног и међународног значаја;
- издавање публикација националног и међународног значаја,
- публиковање научних резултата у националним и водећим светским часописима;
- стална усаглашеност са актуелним научним и стручним сазнањима.

## Основни циљеви
- стално унапређење процеса образовања на свим нивоима и развојем студијских програма који ће бити прилагођени савременим светским достигнућима у науци и развоју образовног процеса;
- стално унапређење научног рада и пласирање постигнутих резултата у водећим светским часописима са SCI листе;
- повезивање и стварање мреже у образовном и научном европском простору са најуспешнијима да би се заузело што боље место у друштву најбољих;
- развијање компетенција код дипломираних студената у складу са најбољом светском праксом у циљу њихове ефективне и ефикасне интеграције у савремене научне, привредне и друштвене токове;
- сарадња са привредним и друштвеним организацијама у окружењу у циљу решавања техничких проблема и подстицаја развоја;
- стално усавршавање образовног процеса у складу са најбољом светском праксом да би се обезбедила хоризонтална и вертикална проходност студената у складу са Болоњском декларацијом;
- стално унапређивање система менаџмента квалитетом;
- обезбеђивање свих неопходних ресурса потребних за реализацију постављених циљева.